# Курьерский поезд
Курьерский поезд — пассажирский поезд, идущий с очень большой скоростью, без остановок на небольших станциях (по словарю Ушакова). Название происходит от слова «курьер».
В соответствии с Докладной запиской Главного пассажирского управления МПС СССР в министерство о введении в обращение курьерских поездов от 14 мая 1961 года, «курьерскими» считались поезда, средняя маршрутная скорость которых превышала 100 км/ч. В Российской империи и СССР для вождения курьерских поездов применялись, к примеру, серийные паровозы серий Н, К, С, а также опытные локомотивы 2-3-2В и 2-3-2К. Курьерские поезда составлялись исключительно из вагонов СВПС и мягких. С появлением купейных вагонов последние также вошли в состав курьерских поездов.
В Российской империи курьерские поезда обращались, как правило, только на популярных у богатого класса направлениях, таких как Санкт-Петербург - Москва, Санкт-Петербург - Севастополь, Санкт-Петербург - Кисловодск, Санкт-Петербург - Иркутск, Санкт-Петербург - Ницца, Санкт-Петербург - Граница, Санкт-Петербург - Вержболово, Санкт-Петербург - Варшава, Москва - Варшава - Калиш, Москва - Кисловодск, Москва - Тифлис, Москва - Иркутск, Москва - Граница, Москва - Нижний Новгород, Москва - Саратов, Москва - Андижан, Варшава - Одесса, Варшава - Минеральные Воды, Варшава - Вена, Варшава - Берлин, Иркутск - Чань-Чунь, Иркутск - Владивосток, Одесса - Кишинёв. В последний с 1896 года включались вагоны III класса.
Высокая скорость курьерских поездов стала причиной образования ряда идиом русского языка (например, «Со скоростью курьерского поезда» — очень быстро). Сейчас словосочетание «курьерский поезд» практически не используется, вытесненное синонимами «скоростной поезд» и «экспресс».